# Зелёный Яр (Днепропетровская область)
Зелёный Яр (укр. Зелений Яр) — село,
Покровский сельский совет,
Криничанский район,
Днепропетровская область,
Украина.
Код КОАТУУ — 1222085004. Население по переписи 2001 года составляло 3 человека.

## Географическое положение
Село Зелёный Яр находится на расстоянии в 2 км от села Грузиновка,
в 2,5 км от сёл Покровка, Новомилорадовка, Червоный Орлик, Весёлая Долина.
По селу протекает пересыхающий ручей с запрудой.